# شهرستان القف
ناحیهٔ القف (به عربی: مدیریة القف) یک ناحیه در یمن است که در استان حضرموت واقع شده‌است.

## خصوصیات
ناحیهٔ القف ۲٬۱۴۵ نفر جمعیت دارد.